# شونسوكي ناكامورا (لاعب كرة قدم)
شونسوكي ناكامورا (باليابانية: 中村駿介) هو لاعب كرة قدم ياباني في مركز الوسط، ولد في 16 مايو 1994 في نيزا في اليابان. لعب مع Persela Lamongan ‏.

## وصلات خارجية
- شونسوكي ناكامورا (لاعب كرة قدم) على موقع قاعدة بيانات كرة القدم.إي يو (الإنجليزية)
- شونسوكي ناكامورا (لاعب كرة قدم) على موقع Soccerway.com (الإنجليزية)